# Vernard Eller
Vernard Marion Eller (Everett, Washington, 11 juli 1927 – La Verne, Californië, 18 juni 2007) was een Amerikaans theoloog, christen-anarchist en pacifist. Hij studeerde aan verschillende Amerikaanse universiteiten. Hij promoveerde als doctor in 1964 op een studie over de Deense filosoof Søren Kierkegaard. Hij was een voorganger bij de Church of the Brethern, een kerkgenootschap in de anabaptistische traditie en als hoogleraar in de filosofie en godsdienst verbonden aan de University of La Verne (een aan de Church of the Brethern gelieerde universiteit). Daarnaast verzorgde hij als gasthoogleraar colleges aan andere universiteiten. Hij gold als een expert in de godsdienstige opvattingen van Kierkegaard. Hij was sterk beïnvloed door Kierkegaard, Karl Barth, vader en zoon Blumhardt en Jacques Ellul.

## Pacifisme enSimple Living
Eller was een christen-pacifist en schreef het boek King Jesus' Manual of Arms for the Armless: War and Peace from Genesis to Revelation (1973) waarin hij geweldloosheid op Bijbelse grondslag verdedigde. Daarnaast was hij pleitbezorger van een eenvoudige levensstijl, en schreef het boek The Simple Life: The Christian Stance Toward Possessions (1973) waarin hij aan de hand van het evangelie en Kierkegaard een eenvoudige levensstijl bepleitte. In dit boek schetst hij vooral de verschillen tussen een eenvoudige levensstijl op seculiere grondslag en één gegrond op Bijbelse grondslag: simple living is geen doel op zich, maar hoort voort te vloeien uit de liefde voor God. Zou men simple living tot doel op zich nemen, dan zou dit kunnen leiden tot verafgoding. Bezit wordt door Eller niet afgewezen maar, aan de hand van voorbeelden uit de werken van Kierkegaard, grondig af te zwakken.

## Christen-anarchisme
Eller was een christen-anarchist en in zijn boek Christian Anarchy: Jesus' Primacy Over the Powers (1987) en staat kritisch tegen de staat. Hij bepleit een christendom dat zich naast de staat moet ontplooien, zonder dat het zich tegen de staat zou moeten keren. Het tegen de staat keren zal uiteindelijk alleen maar leiden tot een toename van geweld: You can't fight an Empire without becoming like the Roman Empire. Net als de Franse christen-anarchist Jacques Ellul (aan wie Eller zijn boek heeft opgedragen) geloofde hij niet dat er staatloze maatschappij zou kunnen bestaan maar wel dat christenen die – waar mogelijk – uit de weg zouden moeten gaan. Christenen streven niet naar macht ("to fight arkys [van archie = macht] ... is to enter the contest of power (precisely that which Christian Anarchy rejects in principle"), maar zijn in staat om door hun daden de maatschappij te dienen. Net als in zijn boek over pacifisme (zie hierboven) doet Eller zijn uiterste beste om zij anarchisme te onderscheiden van seculier anarchisme.
Vernard Eller overleed op 18 juni 2007 in La Verne, Californië. Hij was getrouwd en had drie kinderen. Een van zijn kinderen, Enten Eller, stond in 1982 als dienstweigeraar terecht.

## Werken
- A Protestant's Protestant: Kierkegaard from a New Perspective (1964), republished as Kierkegaard and Radical Discipleship: a New Perspective (1968)
- His End Up: Getting God into the New Theology (1969) ISBN 0-687-17060-5
- The Mad Morality: Or, the Ten Commandments Revisited (1970) ISBN 0-687-22899-9
- The Promise: Ethics in the Kingdom of God (1970)
- The Sex Manual for Puritans (1971) ISBN 0-687-38309-9
- In Place of Sacraments: A Study of Baptism and the Lord's Supper (1972) ISBN 0-8028-1476-X
- King Jesus' Manual of Arms for the Armless: War and Peace from Genesis to Revelation (1973) ISBN 0-687-20885-8
- The Simple Life: The Christian Stance Toward Possessions (1973) ISBN 0-8028-1537-5
- The Most Revealing Book of the Bible: Making Sense out of Revelation (1974) ISBN 0-8028-1572-3
- The Time So Urgent: A Play or The Time So Urgent: A Chancel Drama: The Story of Alexander Mack and the Founding of the Brethren (Schwarzenau, Germany, 1708) (1974)
- Cleaning Up the Christian Vocabulary (1976) ISBN 0-87178-153-0
- Thy Kingdom Come: A Blumhardt Reader (1980) ISBN 0-8028-3544-9
- The Language of Canaan and the Grammar of Feminism (1982) ISBN 0-8028-1902-8
- Pearl of Christian Counsel for the Brokenhearted (1983, with Rosanna Eller McFadden) ISBN 0-8191-2851-1
- Towering Babble: God's People Without God's Word (1983) ISBN 0-87178-855-1
- The Beloved Disciple: His Name, His Story, His Thought: Two Studies from the Gospel of John (1987) ISBN 0-8028-0275-3
- Christian Anarchy: Jesus' Primacy Over the Powers (1987) ISBN 1-57910-222-0 Complete e-text.
- Proclaim Good Tidings: Evangelism for the Faith Community (1987) ISBN 0-87178-487-4
- Eller's Ethical Elucidations: Collected Readings on Christian Ethics (1970–89) (1989)
- The Outward Bound: Caravaning as the Style of the Church (2003) ISBN 1-59244-294-3
- War and Peace: From Genesis to Revelation (2003) ISBN 1-59244-233-1